# Album Title Goes Here
Album Title Goes Here is het zesde album van deadmau5. Het album werd wereldwijd uitgebracht op 25 september 2012.

## Tracklist
| 1.                 | Superliminal                                                                                   | 6:15 |
| 2.                 | Channel 42 (met Wolfgang Gartner)                                                              | 4:48 |
| 3.                 | The Veldt (8 Minute Edit) (met Chris James)                                                    | 8:25 |
| 4.                 | Fn Pig                                                                                         | 8:42 |
| 5.                 | Professional Griefers (met Gerard Way)                                                         | 4:04 |
| 6.                 | Maths                                                                                          | 6:38 |
| 7.                 | There Might Be Coffee                                                                          | 7:00 |
| 8.                 | Take Care of the Proper Paperwork                                                              | 6:52 |
| 9.                 | Closer (gebaseerd op de kenmerkende vijf tonen uit de film Close Encounters of the Third Kind) | 6:58 |
| 10.                | October                                                                                        | 7:10 |
| 11.                | Sleepless                                                                                      | 4:06 |
| 12.                | Failbait (met Cypress Hill)                                                                    | 4:49 |
| 13.                | Telemiscommunications (met Imogen Heap)                                                        | 4:03 |
| Totale duur: 79:50 |                                                                                                |      |

| 1.                 | Professional Griefers (Instrumental Mix)            | 6:27 |
| 2.                 | Professional Griefers (Radio Edit) (met Gerard Way) | 3:03 |
| 3.                 | The Veldt (Tommy Trash Remix) (met Chris James)     | 6:50 |
| 4.                 | The Veldt (Freeform Five Remix) (met Chris James)   | 3:12 |
| 5.                 | Strobe (Live Version)                               | 4:57 |
| Totale duur: 24:29 |                                                     |      |